# Дєдова Лука
Дєдова Лука (рос. Дедова Лука) — присілок в Старорусському районі Новгородської області Російської Федерації.
Населення становить 20 осіб. Входить до складу муніципального утворення Великосельське сільське поселення.

## Історія
Від 2004 року входить до складу муніципального утворення Великосельське сільське поселення.

## Населення
| 2010 | 2011 | 2012 | 2013 |
| ---- | ---- | ---- | ---- |
| 20   | →20  | ↗22  | ↘20  |